# Тартогай (Келеський район)
Тартога́й (каз. Тартоғай) — село у складі Келеського району Туркестанської області Казахстану. Входить до складу Бозайського сільського округу.
Населення — 105 осіб (2021; 92 у 2009, 89 у 1999).